# ناحیه دلوینه
استان دلوینه (به آلبانیایی: Rrethi i Delvinës) نام یکی از استان‌های سی‌وشش‌گانه کشور آلبانی است.